# Dream Street (album)
Pour les articles homonymes, voir Dream Street.
Albums de Janet Jackson
Janet Jackson
(1982) Control
(1986)
Singles
1. Don't Stand Another Chance
2. Fast Girls
3. Two to the Power of Love

Dream Street est le 2e album studio de Janet Jackson sorti le 23 octobre 1984. Pour cet album, Janet s'entoure de ses frères puisque l'on retrouve Marlon Jackson à la production, à l'écriture et à l'arrangement, Tito et Jackie participent aux chœurs, de même que Michael Jackson, qui prête sa voix sur le titre Don't Stand Another Chance.

## Titres
1. "Don't Stand Another Chance" – 4:18 – (J.Jackson, Marlon Jackson, John Barnes)
2. "Two to the Power of Love" – 3:08 – (avec Cliff Richard) (Peter Beckett, Steven A. Kipner)
3. "Pretty Boy" – 6:37 – (Jesse Johnson)
4. "Dream Street" – 3:54 - (Arthur Barrow, Pete Bellotte, John Philip Shenale)
5. "Communication" - 3:16 – (Paul Bliss)
6. "Fast Girls" – 3:20 – (Jesse Johnson)
7. "Hold Back the Tears" – 3:15 – (Chris Eaton)
8. "All My Love to You" – 5:46 – (Marlon Jackson, Anthony Patler)
9. "If It Takes All Night" – 4:08 – (David A. Bryant, Jay Gruska)

### Face B
1. "Rock 'N' Roll" – 4:10
2. "French Blue" – 6:22

## Crédits
- Janet Jackson - chants
- Beth Anderson - chœurs
- John Barnes - producteur, claviers
- Arthur Barrow - claviers, basse, arrangement
- Bill Bottrell - mixage
- Jeremy Smith - mixage
- Cliff Richard - chants sur "Two To The Power of Love"
- Richie Zito - guitare